# ACS Biomaterials Science & Engineering
ACS Biomaterials Science & Engineering (nach ISO 4-Standard in Literaturzitaten mit ACS Biomater. Sci. Eng. abgekürzt) ist eine monatlich erscheinende wissenschaftliche Fachzeitschrift, die von der American Chemical Society herausgegeben wird. Die Erstausgabe erschien im Januar 2015. Die Zeitschrift befasst sich mit der wissenschaftlichen, technologischen und ingenieurwissenschaftlichen Erforschung von Biomaterialien und ihren Anwendungen in der Biomedizin, der Biotechnologie und der klinischen Umsetzung.
Aktueller Chefredakteur ist David L. Kaplan von der Tufts University (Boston, Vereinigte Staaten).